# 초월주의

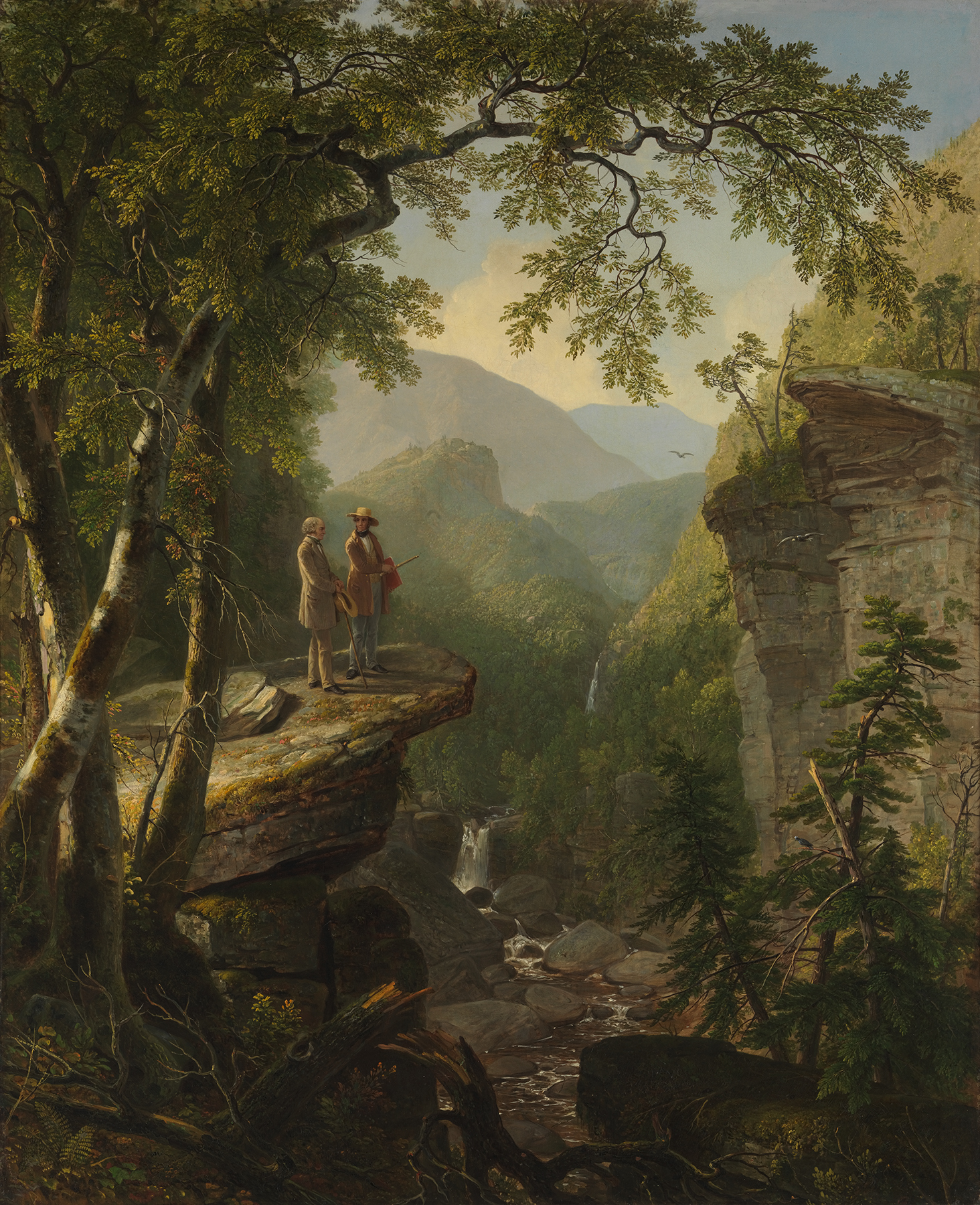

초월주의(超越主義, Transcendentalism) 또는 초절주의(超絶主義)는 1830년대부터 1840년대 본격화된 산업혁명과 근대국가로 발돋음 하는 미국의 전환기를 밑바탕으로 미국의 사상가들이 주장한 이상주의적 관념론에 의한 사상개혁운동이다. 초월주의란 직관적 지식과 인간과 자연에 내재하는 선함 및 인간이 양도할 수 없는 가치에 대한 믿음을 망라하는 관념주의의 한 형태이다.  사회와 단체들이 개인의 순수성을 타락시켰으므로, 인간은 "자존(self-reliant)"하고 독립적일 때야만 가장 최선일 수 있다는 사상이다.  초월주의는 주관적 직관이 객관적 실험주의보다 중요하다.  이 사상을 선호하는 자들은 개인들이 별로 관심과 과거의 선생이 없어도 스스로 기초적인 생각을 가질 수 있다고 주장한다.  이것은 지성주의와 영성에 대한 일반적인 상태에 대한 반응에 의해 생기게 되었다.   하버드 신학교에서 가르친 유니테리언 학풍의 교리에서 발견된다.  초월주의는 영국과 독일의 낭만주의에서부터 나왔으며, 요한 고트필드와 프리드리히 슐레마이어의 성경적 비판과 데이비드 흄의 회의주의에 대한 비판에서도 나왔다.
대부분의 초월주의자들은 신학자나, 목사 또는 철학자였다. 초월주의 운동은 소규모의 모임이었으며 단시간 내에 일어났다 사라진 운동이었다.

## 역사
1836년에 발간된 랠프 월도 에머슨의 에세이 <<자연(수필)>>에서 그는 어떻게 인간이 자신의 정신적 본성을 발견하며 또 어떻게 계속해서 정신의 궁극적 현실에 도달하기 위해서 우주의 끊임없이 상승하는 영역을 탐색하는가를 보여주었다.
그는 그의 연설 "미국의 학자 (The American Scholar)", 하버드 대학에서 행한 우등생 친목회 연설문에서 "우리는 우리 발로 스스로 걸을 것이며; 우리는 우리 손으로 스스로 일을 할 것이다; 또한 신성한 영혼이 모든 이들에게 영감을 줄 것이다." 라고 말하였다. (We will walk our own feet; we will work with our own hands; Divine Soul which also inspires all men)
그는 어떻게 미국 전체가 유럽의 문학정통으로부터 독립을 성취할 수 있는가를 설명하고 또 학자들, 철학자들, 그리고 문학가들이 자립적인 국민의 신분을 발전시키는데 할 수 있는 역할에 대해서 이야기 하였다.
그는 다음해에 케임브리지에서 논쟁적인 신학교 연설, "Divinity School Address"을 하였는데, 그 가운데 그는 청중들을 하여금 정통적인 신조들과 독단들을 생각없이 반복하기를 그치고 성령의 거듭 난 음유 시인들이 될 것을 촉구함으로써 교수진들과 정통적인 성직자들을 놀라게 하였다
1840년 <<다이얼 <The Dial>>> 지를 창간하는 데 기여했는데, 처음에는 마거릿 풀러가 편집하다가 후에 그 자신이 잡지의 편집을 맡으면서 초월주의자들이 미국에 제시하려는 새로운 사상들의 출구를 마련해 주었다. 이 잡지는 비록 단명했지만 이 학파의 젊은이들에게 여러 가지 중요한 쟁점들을 제공해 주었다
1842년 에머슨은 그의 강의 초월주의자(The Transcendentalist)에서 "경험에 기초를 둔 관념론자들"을 절대적으로 구분하는 것을 서두로 해서 관념론자는 "자신의 의식으로부터 출발해서 이 세상을 현생으로 파악한다"고 말했다.
운동의 주요 인물로는 랠프 월도 에머슨, 헨리 데이비드 소로, 존 뮤어 , 마가렛 풀러, 그리고 아모스 브론슨 알코트 . 다른 유명 초월주의자 포함 루이자 월 Alcott , 찰스 티모시 브룩 , 오레 스 테스 Brownson , 윌리엄 채닝 , 윌리엄 헨리 채닝 , 제임스 프리먼 클라크 , 크리스토퍼 Pearse Cranch , 월트 휘트먼 , 존 설리반 드와이트 , Convers 프란시스 , 윌리엄 헨리 Furness , 프레드릭 헨리 헤지 , 실베스터 져드 , 시어도어 파커 , 엘리자베스 팔머 Peabody , 조지 리플리 , 토마스 트레드 스톤과 존스 참 등이 있다.

## 기원
초월주의의 사상적 영향의 근원을 찾자면, 독일 관념주의, 영국 낭만주의, 신플라톤주의, 동양사상에서 찾을 수 있다. 그러므로 흔히 초월주의는 문화적, 사상적 빈곤 상태에 있던 19세기 미국 사상가들이 궁여지책으로 편의에 따라 여기저기 수용한, 독창적이지 못한 일종의 조합철학으로 간주된다. 그러나 초월주의의 근본은 초기 미국 역사의 근간을 이루고 있는 청교도주의와 직접적으로 연계되어 있고, 미국 특유의 역사적, 문화적 토양에서 필연적으로 자생한 사상이다. 19세기 전반 정치적 독립에도 불구하고 영국 및 유럽의 여러 제국에 정신적 종속 상태를 면치 못하고 있던 미국은 자신들의 국가 정신을 효과적으로 표현해 주는 사상 체계를 필요로 하게 되었으며 때마침 변색되어 가던 청교도주의 또한 신생 미국의 문화적 독립과 새로운 사상의 욕구를 자극시키기에 충분했다. 대략 19세기 전반에 초월주의는 미국의 문예 부흥기를 장식하며 사실상 미국의 사상, 문화에 가장 큰 영향을 끼쳤다. 즉 초월주의는 19세기 전반에 낭만주의에서 분파되어 미국 문화 형성에 영향을 끼쳤다.
- 이미 영국과 독일에서 발생한 낭만주의, 특히 새뮤얼 테일러 콜리지의 영향을 받음
- Transcendentalism이란 용어는 독일의 철학자 임마누엘 칸트(1724~1804)가 창조

## 비판
호손(Nathaniel Hawthorne, 1804-1864)은 정치적, 사상적으로 지나칠 정도로 낙관주의였던 에머슨의 사상과는 반대로 인간 심연의 암흑의 힘을 탐색하고 문학화하려 하였다. 다양의 심리적 죄의 양상과 갈등의 이면들을 그려낸 그의 단편 소설들과 로맨스들은 미국낭만주의의 정점의 깊은 심연을 드러내었다. 그의 대표작 《주홍글씨》(The Scarlet Letter (1850))는 미국의 역사적 무의식의 이면을 파헤치고 있으며 개개인들의 미국사회에서 겪는 도덕적, 정신적 갈등과 깊이의 심연을 깊은 통찰력으로 드러내주었다.

## 같이 보기
- 프리메이슨
- 초월성 (종교)

## 참고 문헌
- 이상섭<낭만주의>
- 문하비평용어사전(신음사 2001)49쪽~54쪽
- 데이비드브룩스, 형선호 옮김
- <보보스: 디지털 시대의 엘리트>(동방미디어 2001) 77쪽~79쪽
- Wilson, Leslie perrin 이지은
- Thoreu, Emerson, and Transcendentalism (CliffNotes 2000)
- American Transcendentalism (written by Gura, Philip) FarrarStraus&Giorux(2007)